# Phyllotreta dilatata
Phyllotreta dilatata là một loài bọ cánh cứng trong họ Chrysomelidae. Loài này được C. G. Thomson miêu tả khoa học năm 1866.